# Епископский перстень

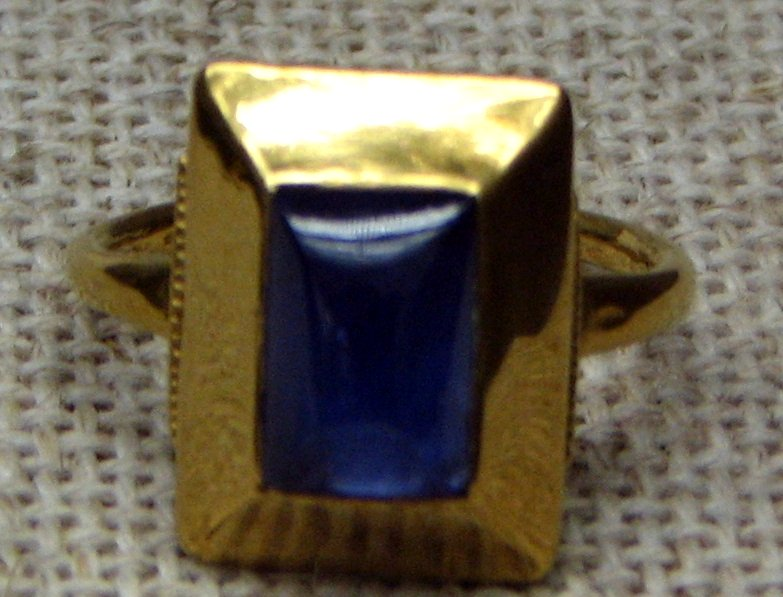
Епископский перстень архиепископа Альберта фон Монтрея 1131—1152.

Епископский перстень (лат. Annulus pontificalis) — является одной из понтификальных инсигний епископов и аббатов в латинском обряде, а также в некоторых восточных обрядах (например, армянском), а также носится епископами Лютеранской церкви.

## История
Впервые упомянут в этом качестве в начале VII века и получил повсеместное распространение на Западе в IX—X веках. Символизирует обручение епископа со своей Церковью, а также — как печать — его власть, о чём свидетельствует формула при вручении перстня во время епископской хиротонии или возведении в сан аббата: «Прими перстень как печать верности, чтобы, украшенный, незапятнанной верой, ты хранил непорочной Невесту Божию, то есть Святую Церковь» (в реформированном чине: «Прими этот перстень как знамение твоей верности; с верой и любовью защищай Невесту Божию, Его Святую Церковь»). Символическая связь епископского перстня с любовью и верностью запечатлелась в сравнительно редко используемом названии — печать сердца (annulus cordis) и нашла выражение в молитве, произносившейся епископом в дореформенном римском обряде при надевании перстня поверх литургической перчатки перед началом Мессы: «Укрась, Господи, добродетелью персты сердца и тела моего».
Епископский перстень носят на безымянном пальце правой руки. Первоначально он имел на щитке печать; иногда содержал в себе частицы мощей святых и отличался в таких случаях немалой величиной (таким был например, перстень Гуго Линкольнского). С позднего Средневековья епископские перстни стали изготавливать, как правило, из золота и украшать аметистом; со второй половины XX века ввиду общего для Римско-католической Церкви стремления сделать жизнь епископов более скромной перстни изготавливаются чаще всего из менее дорогостоящих металлов, в частности, серебра.
Это знак соединения епископа или аббата со своей епархией и вступление в церковное общение, перстень символизирует обручальное кольцо как символ прочного союза супругов. Перстень появляется с посохом впервые у Исидора Севильского в его труде De ecclesiasticis officiis (II, 5) и на Толедском соборе в 633 году (кан. 28). С 1000 года его, как правило, носят епископы и аббаты.
По традиции, верующие выражают почтение епископу и другому прелату, целуя его перстень. Перстень умершего епископа не наследуется: перстень либо оставляют при погребении на руке епископа, либо переплавляют.

## Разное
- Епископ Рима, который также является Папой римским, носит так называемое кольцо рыбака.
- Папа римский на покое носит не кольцо рыбака, которое уничтожается по завершении понтификата, а обычный епископский перстень.